# Drumcliffe
Drumcliffe vagy Drumcliff (írül Droim Chliabh), falu az Ír Köztársaságban, Sligo megye északi részében. Lakossága 2002-ben 2784 volt.
Drumcliffe a Benbulben hegye alatt fekszik, ahol a mondák szerint Maeve királynő és Kuhulin összecsaptak és ahol a benbulbeni vaddisznó megölte Diarmaidot.
A közelben, Culdreimne településnél zajlott 561-ben Szent Kolumbán (óírül Colm Cille vagy Columcille) részvételével a híres könyvek csatája. 575 körül Kolumbán alapított kolostort a mai Drumcliffe helyén, az Aedh Ainmire nagykirály által biztosított földön. A monostor a 9. és a 16. század között élte virágkorát, utolsó ismert apátja 1503-ban halt meg. Története során a monostort több ízben feldúlták és kifosztották. A korábbi apátság helyén áll az 1396-ban villámcsapás által ledöntött körtorony mintegy 4-5 méter magasan ma is fennálló fala. Az a legenda kötődik hozzá, hogy a fal akkor fog végleg leomlani, amikor a tövében elhalad a valaha is arra járó legbölcsebb ember. A körtorony közelében áll egy 11. századi nagykereszt, az Írország-szerte szokásos bibliai jelenetekkel az oldalain. Az apátsági templomból semmi nem maradt fenn, helyén egy új keletű istenháza áll.
A falu temetőjében nyugszik a költő William Butler Yeats, aki a franciaországi Roquebrune-Cap-Martinban halt meg 1939-ben, de maradványait végakaratának megfelelően az Ír Flotta 1948-ban hazaszállította, és Drumcliffe-ben nagy érdeklődés mellett, Seán McBride külügyminiszter jelenlétében újratemették.